# Миремон (Пюи дьо Дом)
Миремон (на френски: Miremont) е френска община с 296 жители (към 01.01.2018 г.) в департамент Пюи дьо Дом в региона Оверн-Рона-Алпи (до 2016 г.: Оверн). Общината принадлежи към арондисман Риом и кантона Сен-Урс (до 2015 г.: Понтамур).

## Географско местоположение
Миремон е разположен на около 33 километра западно-северозападно от Клермон-Феран в стария културен пейзаж на гр. Комбрай и р. Сиуле. Миремон е заобиколен от съседните общини Saint-Priest-des-Champs на север, Les Ancizes-Comps на североизток, Saint-Jacques-d'Ambur на изток, La Goutelle на юг и югоизток, Pontaumur на югозапад, Landogne на запад и югозапад, Villosanges на запад и Charensat на северозапад.

## Демографско развитие
| година                     | 1962 г. | 1968 г. | 1975 г. | 1982 г. | 1990 г. | 1999 г. | 2006 г. | 2013 г. |
| Жители                     | 555     | 474     | 417     | 403     | 370     | 320     | 327     | 314     |
| Източници: Cassini и INSEE |         |         |         |         |         |         |         |         |

## Забележителности
- Църква Saint-Bonnet
- Дворецът Миремон, исторически паметник

|  | Тази страница частично или изцяло представлява превод на страницата Miremont (Puy-de-Dôme) в Уикипедия на немски. Оригиналният текст, както и този превод, са защитени от Лиценза „Криейтив Комънс – Признание – Споделяне на споделеното“, а за съдържание, създадено преди юни 2009 година – от Лиценза за свободна документация на ГНУ. Прегледайте историята на редакциите на оригиналната страница, както и на преводната страница, за да видите списъка на съавторите. ВАЖНО: Този шаблон се отнася единствено до авторските права върху съдържанието на статията. Добавянето му не отменя изискването да се посочват конкретни източници на твърденията, които да бъдат благонадеждни. |